# Crucigrama

Crucigrama de estilo americano

Un crucigrama es un pasatiempo en el que se deben descubrir palabras que se entrecruzan en una cuadrícula, a partir de unas definiciones o sugerencias que se proporcionan y de las pistas que van generándose con el conocimiento de las letras de otras palabras que hayamos acertado.

## Historia

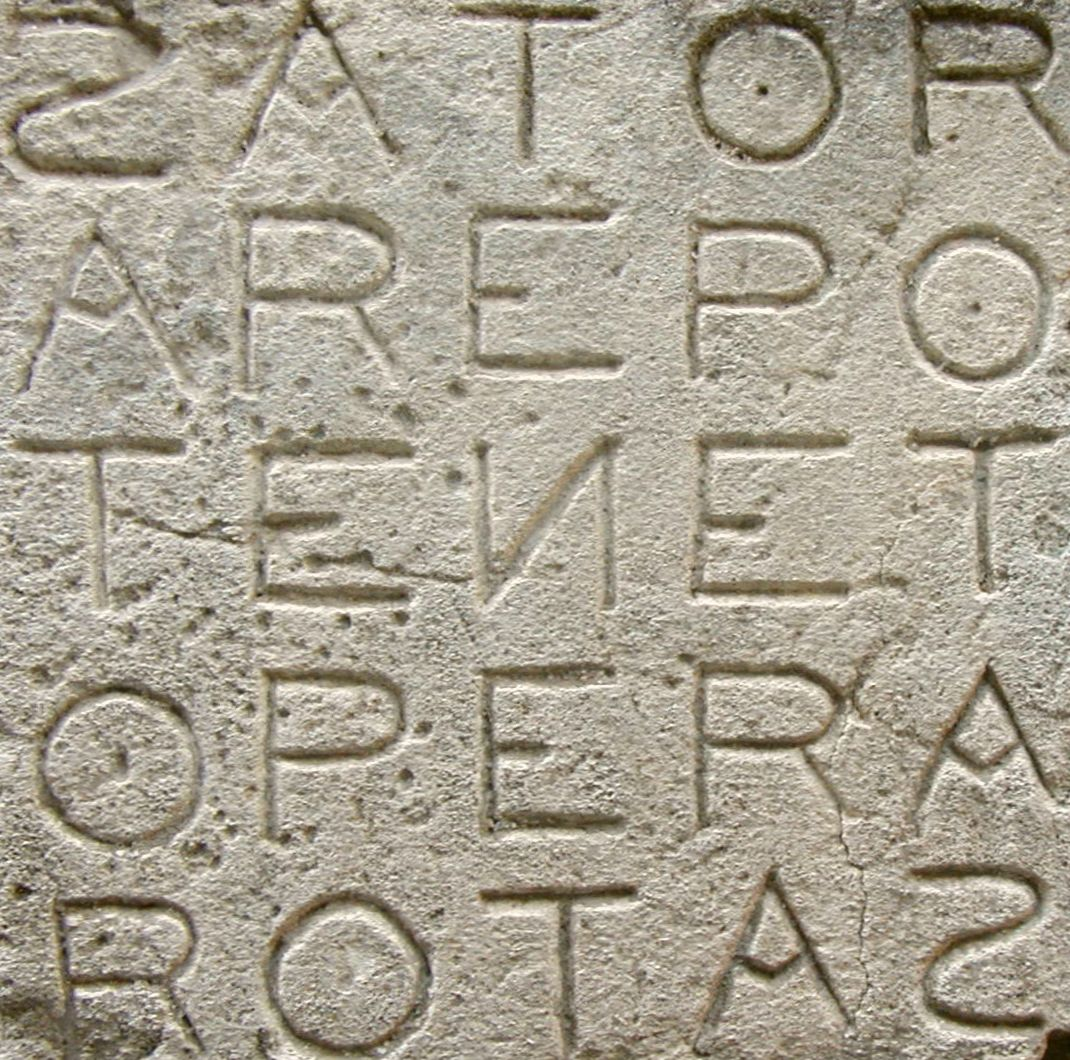
Un cuadrado sator idéntico al encontrado en las ruinas de Pompeya (siglo I).

En 1980 se encontró en las ruinas de Pompeya el más antiguo cuadrado sator, se trata de un juego con palíndromos que poseía un sistema similar al de un crucigrama (aunque utilizaba bustrofedones).
La palabra "crosswords" ("crucigrama" en idioma inglés) fue escrita por primera vez en 1862 por Our Young Folks en Estados Unidos. Los crucigramas, por ejemplo Double Diamond Puzzles (rompecabezas de doble diamante), un tal Hyperion comenzó a publicarlos en la revista St. Nicholas, publicada desde 1873. Eran una especie de crucigrama en el que no se proporcionaban los cuadritos, sino que el usuario debía entrelazar las palabras por sí mismo, en un papel aparte. Posiblemente siguió publicando estos crucigramas durante varios años.
Otro crucigrama apareció el 14 de septiembre de 1890, en la revista italiana Il Secolo Illustrato della Domenica. Fue diseñado por Giuseppe Airoldi y titulado "Per passare il tempo" ("Para pasar el tiempo"). El crucigrama de Airoldi era una cuadrícula de cuatro por cuatro sin cuadrados sombreados; incluía pistas horizontales y verticales, que correspondían a las palabras ripa, oder, sera, amen y rosa, idem, pere, aran. No tuvo ningún éxito, así que no volvió a publicarse ninguna nueva versión.

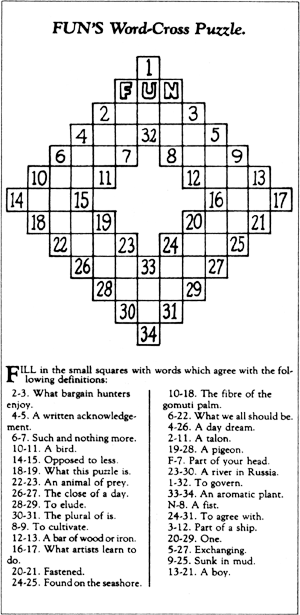
Recreación del crucigrama original de Arthur Wynne del 21 de diciembre de 1913.

Los crucigramas en Inglaterra durante el siglo XIX eran de tipo elemental, aparentemente derivados del cuadrado de palabras, un grupo de palabras dispuestas de modo que las letras se leyeran igual vertical y horizontalmente, e impresos en libros de rompecabezas para niños y en diversas publicaciones periódicas.
El 21 de diciembre de 1913, Arthur Wynne, un periodista inmigrante desde Liverpool (Inglaterra), publicó en el periódico New York World (Estados Unidos) un rompecabezas llamado «word-cross» (‘palabra cruz’), que se cita frecuentemente como el primer crucigrama, y a Arthur Wynne como el inventor.
Más tarde, el nombre fue cambiado a «crossword» (‘crucigrama’ en inglés).
Los crucigramas se convirtieron en un artículo semanal habitual en el New York World, y se extendieron a otros periódicos; el Pittsburgh Press, por ejemplo, ya los publicaba al menos en 1916 y The Boston Globe en 1917.

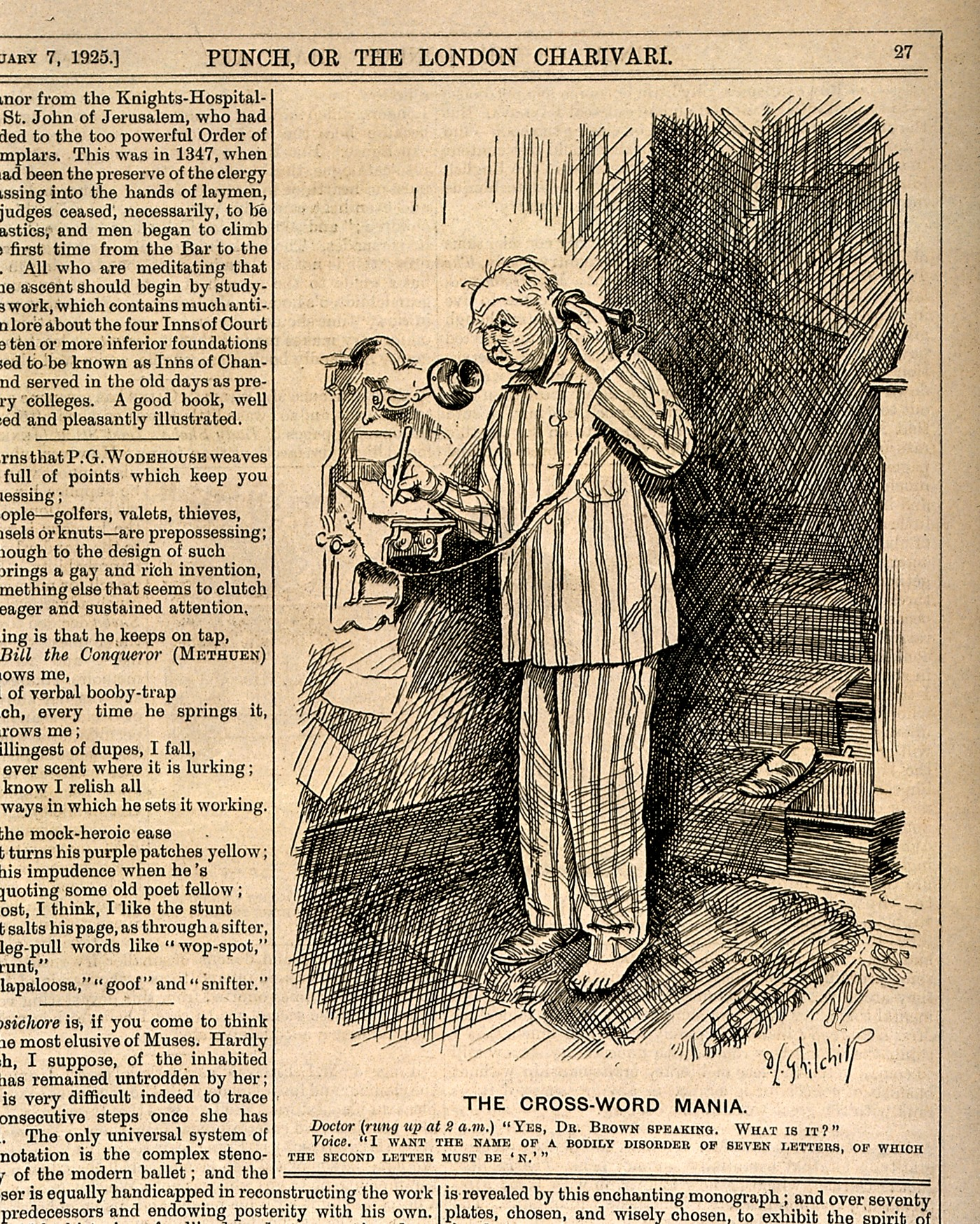
Una viñeta de 1925 de la revista Punch sobre "La manía de las palabras cruzadas". Un hombre telefonea a su médico en mitad de la noche, preguntando por "el nombre de un trastorno corporal de siete letras, de las cuales la segunda letra debe ser 'N'".

En la década de 1920, el fenómeno de los crucigramas empezaba a llamar la atención. En octubre de 1922, los periódicos publicaron una tira cómica de Clare Briggs titulada "Movie of a Man Doing the Cross-Word Puzzle" (Película de un hombre haciendo el crucigrama), con un entusiasta murmurando "¿¡87 a través de 'Northern Sea Bird'!??????????? Hm-m-m empieza por 'M', la segunda letra es 'U' ... Buscaré todas las palabras que empiecen por 'M-U ...' mus-musi-mur-murd ¡Perro caliente! ¡Aquí está! Murre!"  En 1923 un squib humorístico en The Boston Globe tiene a una esposa ordenando a su marido que salga corriendo y "rescate los periódicos ... la parte que quiero está volando por la calle". "¿Qué es lo que te interesa tanto?" "El crucigrama. Deprisa, por favor, buen chico." En el número inaugural de The New Yorker, de 1925, la sección "Apuntes sobre la ciudad" observaba: "A juzgar por el número de personas que lo resuelven en el metro y en los trenes 'L', el crucigrama está a punto de convertirse en una moda entre los neoyorquinos." También en 1925, la Biblioteca Pública de Nueva York informaba de que "la última moda que azota las bibliotecas es el crucigrama", y se quejaba de que cuando "los 'aficionados' a los crucigramas se arremolinan en los diccionarios y enciclopedias para ahuyentar a los lectores y estudiantes que necesitan estos libros en su trabajo diario, ¿puede haber alguna duda sobre el deber de la Biblioteca de proteger a sus lectores legítimos? "
El primer libro de crucigramas fue publicado por Simon & Schuster en 1924, tras una sugerencia de la tía del cofundador Richard Simon. Al principio, la editorial se mostró escéptica sobre el éxito del libro y sólo imprimió una pequeña tirada. El libro se promocionó con un lápiz incluido, y "Este libro de aspecto extraño con un lápiz pegado a él" fue un éxito instantáneo, lo que hizo que los crucigramas se convirtieran en una moda de 1924. Para ayudar a promocionar sus libros, Simon & Schuster también fundó la Amateur Cross Word Puzzle League of America, que comenzó el proceso de desarrollo de estándares para el diseño de crucigramas.
No toda la atención atraída por la moda de los crucigramas fue positiva: Un editorial de 1924 en The New York Times se quejaba del "pecaminoso despilfarro que supone la búsqueda inútil de palabras cuyas letras encajen en un patrón preestablecido, más o menos complejo. Esto no es un juego en absoluto, y difícilmente puede llamarse deporte ... [Los que lo resuelven no sacan nada de ello, excepto una forma primitiva de ejercicio mental, y el éxito o el fracaso en cualquier intento es igualmente irrelevante para el desarrollo mental." Un clérigo calificó la realización de crucigramas como "la marca de una mentalidad infantil" y dijo: "No sirve de nada que las personas pretendan que la realización de uno de los crucigramas conlleva algún valor intelectual." Sin embargo, otro escribió un completo Bible Cross-Word Puzzle Book. También en 1925, la revista Time señaló que nueve diarios de Manhattan y otros catorce grandes periódicos publicaban crucigramas, y citó opiniones opuestas sobre si "¡Esta moda de los crucigramas terminará positivamente en junio!" o "¡El crucigrama está aquí para quedarse!"  En 1925, The New York Times señalaba, con aprobación, una crítica mordaz de los crucigramas por parte de The New Republic pero concluyó que "afortunadamente, la cuestión de si los crucigramas son beneficiosos o perjudiciales no necesita una respuesta urgente. Evidentemente, la moda se está extinguiendo rápidamente y en unos meses caerá en el olvido".  y en 1929 declaró: "El crucigrama, al parecer, ha seguido el camino de todas las modas" En 1930, un corresponsal señaló que "Junto con The Times' de Londres, el suyo es el único periódico de importancia que nunca ha sucumbido al atractivo del crucigrama" y dijo que "La locura, la etapa de moda, ha pasado, pero todavía hay millones de personas que buscan su crucigrama diario con la misma regularidad que las predicciones meteorológicas."
El término "crossword" apareció por primera vez en el Oxford English Dictionary en 1933.
The New York Times comenzó finalmente a publicar un crucigrama el 15 de febrero de 1942, espoleado por la idea de que el crucigrama podría ser una distracción bienvenida de las duras noticias de la Segunda Guerra Mundial. El primer editor de crucigramas de The New York Times fue Margaret Petherbridge Farrar, que fue editora de 1942 a 1969. Le sucedió Will Weng, a quien sucedió Eugene T. Maleska. Desde 1993, los edita Will Shortz, el cuarto editor de crucigramas del Times.
Simon & Schuster continúa publicando los libros de la Serie de libros de crucigramas que comenzó en 1924, actualmente bajo la dirección de John M. Samson. La serie original finalizó en 2007 tras 258 volúmenes. Desde 2008, estos libros forman parte de la serie Mega, que aparece tres veces al año y contiene 300 crucigramas cada uno. 
El crucigrama críptico británico fue importado a Estados Unidos en 1968 por el compositor y letrista Stephen Sondheim en New York magazine. Hasta 2006, The Atlantic Monthly publicaba regularmente un crucigrama críptico "puzzler" de Emily Cox y Henry Rathvon, que combina pistas crípticas con variaciones diabólicamente ingeniosas en la construcción del propio crucigrama. En ambos casos, no hay dos crucigramas iguales en su construcción, y la intención de los autores del crucigrama es entretener con la novedad, no establecer nuevas variaciones del género de los crucigramas.
En el Reino Unido, el Sunday Express fue el primer periódico en publicar un crucigrama el 2 de noviembre de 1924, un puzle Wynne adaptado para el Reino Unido. El primer crucigrama en Gran Bretaña, según Tony Augarde en su Oxford Guide to Word Games (1984), fue en Pearson's Magazine' de febrero de 1922.

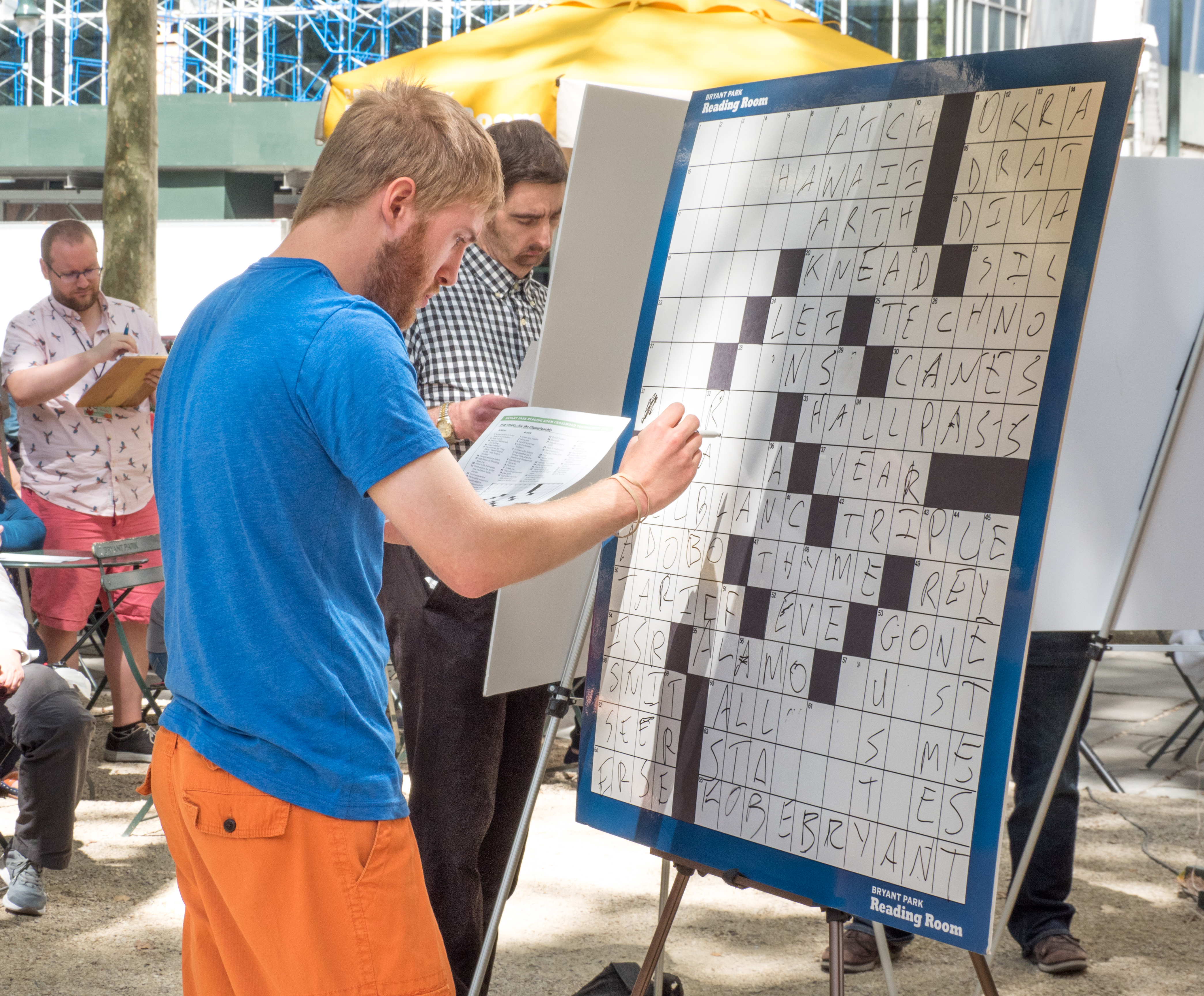
Finalistas compitiendo en un concurso de crucigramas en Nueva York en 2019

El documental de 2006 Juego de palabras, sobre los entusiastas del crucigrama de The New York Times, aumentó el interés del público por los crucigramas.  Destacó a los asistentes al Torneo Americano de Crucigramas de Will Shortz y a otros notables entusiastas de los crucigramas, entre ellos el expresidente estadounidense Bill Clinton y el comediante Jon Stewart.

## Descripción
Un crucigrama consta de dos elementos:
- Una rejilla, cuyas celdas ―normalmente blancas― tienen números asociados a las "referencias".
- Referencias: definiciones cortas, pero exactas, que permitan vincularlas a una palabra específica a ubicar en la rejilla.

Para el desarrollo del juego, el jugador debe leer las referencias que se encuentran divididas en dos zonas (una horizontal y otra vertical). Cada referencia tiene un número que no se repite y que se encuentra asociado a la palabra oculta en el crucigrama. 
Las palabras se encuentran imbricadas de tal modo que muchas de ellas se pueden deducir a partir de las letras cuando una o más palabras en cruzadas ya han sido escritas, facilitando de este modo el armado del crucigrama. Al momento de completar el crucigrama, el jugador tendrá presente que las palabras horizontales, se completan siempre de izquierda a derecha en todos los casos y las verticales de arriba hacia abajo. En caso de que no concuerden se puede contestar de abajo hacia arriba (y se indica en la definición por ejemplo con "al revés").
Los crucigramas son un pasatiempo muy popular, por lo que son publicados en muchos diarios y revistas, y existen además libros dedicados exclusivamente a ellos. Normalmente, la facilidad o la dificultad para resolver un crucigrama dependerá de cuántos conocimientos maneje quien trata de resolverlo. 

### Variaciones
- Autodefinido: crucigrama en el que las referencias se encuentran inscritas en la misma cuadrícula de juego. Las referencias de este tipo de variación son mucho más breves que los crucigramas originarios y se ubican al inicio de la palabra que debe completar el jugador.
- Crucigrama blanco: crucigrama en el que no existen casillas negras, donde el propio participante debe descubrir su localización;
- Crucigrama translator: crucigrama para aprender una lengua nueva;
- Crucigrama silábico: en el que en cada casilla ha de introducirse una sílaba en lugar de una sola letra;
- Crucigrama con personaje: contiene la foto de un personaje donde una o varias de las definiciones corresponden al nombre o apellidos del mismo;
- Crucigrama críptico: crucigrama que utiliza una frase que esconde instrucciones para construir o descubrir la solución de entre las palabras de la frase. Es especialmente frecuente en el Reino Unido, donde destaca el crucigrama de The Times.

## Software
Software que ayuda a crear crucigramas se ha escrito desde al menos 1976; un ejemplo popular fue Crossword Magic para el Apple II en los años 80. El primer software se basaba en que la gente introdujera una lista de palabras de relleno y pistas, y automáticamente mapeaba las respuestas en una cuadrícula adecuada. Se trata de un problema de búsqueda en informática, ya que hay muchos arreglos posibles que hay que cotejar con las reglas de construcción. Cualquier conjunto de respuestas puede tener cero, uno o múltiples arreglos legales. Existen modernas bibliotecas de código abierto que intentan generar de forma eficiente arreglos legales a partir de un conjunto dado de respuestas.
A finales de la década de 1990, se inició la transición de los arreglos creados principalmente a mano a los asistidos por ordenador, que los creadores generalmente dicen que ha permitido a los autores producir rompecabezas más interesantes y creativos, reduciendo la crucigrama.
El software moderno incluye grandes bases de datos de pistas y respuestas, lo que permite al ordenador seleccionar aleatoriamente palabras para el crucigrama, potencialmente con la orientación del usuario en cuanto al tema o un conjunto específico de palabras para elegir con mayor probabilidad. Muchos usuarios serios añaden palabras a la base de datos como expresión de su creatividad personal o para utilizarlas en un tema deseado. El software también puede utilizarse para ayudar al usuario a encontrar palabras para un lugar específico en un arreglo, buscando rápidamente en el diccionario todas las palabras que encajan.